# 阿薩·賀勤森
威廉·阿萨·哈钦森二世（英語：William Asa Hutchinson II；1950年12月3日—）是美国的一位政治人物。阿薩·賀勤森自2015年開始擔任第46任阿肯色州州長。阿薩·賀勤森的黨籍是共和黨。在當選州長之前，阿薩·賀勤森曾經擔任阿肯色州在美國眾議院的眾議員。
2020年至2021年，賀勤森擔任全國州長協會副主席。 他接替紐約州長安德鲁·库默 (Andrew Cuomo)，擔任該組織 2021-2022 年主席。
賀勤森是2024年美國總統選舉共和黨初選候选人。他於2024年1月16日退出。

## 早期政治生涯

### 國會參政前的努力
1986 年，賀勤森與現任美國民主黨參議員、前州長戴爾·邦珀斯（Dale Bumpers）競選。  這一年是民主黨的豐收年，賀勤森的表現不如邦珀斯之前的參議員挑戰者、小石城投資銀行家威廉·P·"比爾"·克拉克（William P. "Bill" Clark）。
1990 年，賀勤森與溫斯頓·布萊恩特（Winston Bryant）競選阿肯色州總檢察長；他以 55% 對 45% 的差距落敗。 隨後，賀勤森與謝菲爾德·納爾遜（Sheffield Nelson）共同擔任阿肯色州共和黨聯合主席，從 1991 年到 1995 年一直擔任此職，最後四年擔任正式主席。 他曾考慮在 1992 年與邦珀斯重賽，但最終敗給了輸給邦珀斯的麥克·赫卡比。

### 美國眾議院

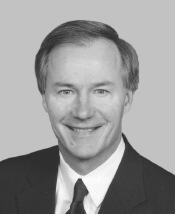
阿薩·賀勤森第105届美国国会

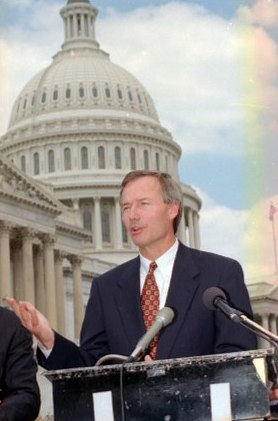
賀勤森在1998年競選財務改革記者會上

1992年，賀勤森的兄弟蒂姆當選為阿肯色州第三國會選區的國會議員，當時美國資深眾議員約翰·保羅·哈默施密特退休了。 1996年，當他的兄弟決定不再競選眾議院第三個任期，以尋求因大衛·普賴爾退休而導致的參議院空缺席位時，賀勤森競選該席位並獲勝。
賀勤森最初決定競選來自塞巴斯蒂安縣的阿肯色州眾議院的一個空缺席位，並於1996 年11 月擊敗了比爾和希拉里·克林頓的老朋友安·亨利。儘管亨利在競選期間花費超過了賀勤森，但該選區對共和黨的強烈傾斜以及他的兄弟蒂姆在選票上的領先幫助阿薩以 52% 的選票獲勝。 蒂姆·哈欽森 (Tim Hutchinson) 還贏得了美國參議院競選並連任一屆，但在 2002 年連任競選中失敗。
1998年，賀勤森以81%的選票戰勝了第三方挑戰者，輕鬆地再次當選眾議院議員。 2000年，他在無人反對的情況下再次當選。
賀勤森在比爾·柯林頓的彈劾審判中擔任眾議院經理（檢察官）。
在任期間，賀勤森編制的投票記錄與他哥哥的一樣保守。 他領導了打擊非法毒品，特別是甲基安非他命的行動。 賀勤森也曾擔任1998 年比爾·柯林頓總統彈劾審判的管理者之一。他提出了該法案的替代提案。 賀勤森確實支持約翰·麥凱恩和拉斯·芬格爾德的參議院法案。
賀勤森試圖修改民事資產沒收改革法案，該法案旨在防止警察濫用權力，僅僅因為涉嫌與任何刑事調查有關而扣押私人財產，但沒有成功。 據稱，他的修正案將授權警方繼續從販毒資金中獲利。

### 緝毒局
2001 年，喬治·W·布希 (George W. Bush) 政府上任之初，賀勤森被任命為緝毒局 (DEA) 局長。 參議院以 98 比 1 的投票結果批准了他的任命。

### 國土安全部
九一一袭击事件發生後，國會成立了國土安全部 (DHS)。 布希總統任命賀勤森領導國土安全部下屬的邊境和運輸安全局。 參議院於 2003 年 1 月 23 日一致同意批准賀勤森任命。 賀勤森於 2005 年 3 月 1 日卸任副部長職務。

## 布什政府後
2005 年初，賀勤森與合夥人 Betty Guhman 和 Kirk Tompkins 在小石城創立了一家顧問公司 Hutchinson Group, LLC，並接受了華盛頓特區 Venable LLP 為期一年的合同，擔任該公司的董事長。 賀勤森於 2006 年 3 月終止了與 Venable LLP 的合同，專注於他的州長競選活動和他位於小石城的諮詢公司。 2007年1月，賀勤森重新加入Venable。